# Metophthalmus clareae
Metophthalmus clareae es una especie de coleóptero de la familia Latridiidae.

## Distribución geográfica
Habita en Zimbabue.